# 人形少女
人形少女，是一部奇幻情色驚悚電影。由著名腳本家石井隆寫作，監製，製作。描述喜歡人體的少年與人形少女的故事。

## 劇情
孤獨的年輕人健太郎內山，與頂頭上司及川主任（竹中直人）發生爭執後，在酒吧裡和酒吧女郎壇蜜發生爭執，被人（風間ルミ）追打。躲進廢墟裡，發現一具穿著水手服的人形少女。之後她變成人，與健太郎展開奇妙的同居生活。

## 演員
- 内山健太郎：柄本佑
- 心音：佐々木心音 - 人形少女
- 小祐：風間ルミ - 女同性戀黑幫
- 宏美：桜木梨奈 - 小祐的女人
- 細木：間宮夕貴 - 編集部同事
- 酒吧女郎：壇蜜
- 黑幫大老：伊藤洋三郎
- 黑幫小弟：山口祥行
- 黑幫小弟：飯島大介
- 及川部長：竹中直人

## 工作人員
- 監督・原作・脚本：石井隆
- 製作人：大森氏勝、阿知波孝
- 音楽：安川午朗
- 撮影：佐々木原保志、山本圭昭
- 燈光：祷宮信
- 録音：北村峰晴
- 美術：鈴木隆之

## 資料來源
1. . 参数|title=值左起第6位存在換行符 (帮助)
2. ↑  .   [2015-07-10]. （原始内容存档于2018-10-01）.
3. ↑  .   [2015-07-10]. （原始内容存档于2019-08-03）.
4. ↑  .   [2015-07-10]. （原始内容存档于2016-04-12）.